# Macrognathus aculeatus
Il galletto asiatico (Macrognathus aculeatus Bloch, 1788) è un pesce di acqua dolce, della famiglia dei Mastacembelidi, dal corpo anguilliforme con muso prolungato.